# Мантиспові
Мантиспові (Mantispidae) — родина сітчастокрилих комах.

## Опис
У стадії імаго ці комахи нагадують гібрид золотоочки і богомола. Як і богомоли, вони мають тонку і подовжену переднеспинку і великі, хапальні передні лапи, які пристосовані для захоплення здобичі. Золотоочок ж вони нагадують завдяки довгим і прозорим крилам, такої ж форми, як і у цих комах.
Ці дрібні або середніх розмірів комахи досягають до 45 мм в довжину. Довжина передніх крил може варіюватися від 5 до 25 мм. Забарвлення у різних видів може бути різна, але найчастіше зустрічаються особини, забарвлені в зелені, червоні, жовті та коричневі тони.
Окремо можна виділити види, які своїм зовнішнім виглядом імітують ос. Причому схожість ця дуже точна і не обмежується одним лише забарвленням — навіть форма тіла і положення їхніх крил точнісінько нагадують осині.

## Поширення
З чотирьохсот видів мантиспід тільки 5 зустрічаються на території Європи, інші населяють тепліші, тропічні країни.

## Спосіб життя
Ведуть нічний спосіб життя. Влаштувавши засідку в бутонах квітів, вони чекають здобич. Полюють на будь-яких дрібних комах відповідного розміру.
Хижа натура мантиспових проявляється вже на стадії личинки. Вони паразитують і харчуються яєчними коконами павуків і розплодом в осиних гніздах. Щоб опинитися в осиному гнізді незадовго до кладки яєць, личинки мантиспід чіпляються за черевце оси і перелітають разом з самкою в гніздо. Часто вони проробляють довший шлях, перебираючись з однієї оси на іншу під час спарювання.
Личинки багатьох мантисп цінуються в сільському і лісовому господарстві за поїдання попелиць, червців і кліщів, через що штучно розводяться.

## Роди
Родина містить 44 роди та 399 видів:
- Afromantispa
- Anchieta
- Asperala
- Austroclimaciella
- Austromantispa
- Buyda
- Calomantispa
- Campanacella
- Campion
- Cercomantispa
- Climaciella
- Dicromantispa
- Ditaxis
- Drepanicus
- Entanoneura
- Euclimacia
- Eumantispa
- Gerstaeckerella
- Haematomantispa
- Leptomantispa
- Madantispa
- Manega
- Mantispa
- Mimetispa
- Nampista
- Necyla
- Nivella
- Nolima
- Orientispa
- Paramantispa
- Paulianella
- Plega
- Pseudoclimaciella
- Rectinerva
- Sagittalata
- Spaminta
- Stenomantispa
- Theristria
- Toolida
- Trichoscelia
- Tuberonotha
- Xaviera
- Xeromantispa
- Zeugomantispa